# Zgorzel gazowa
Zgorzel gazowa – zakażenie wywołane przez bakterie beztlenowe głównie z rodzaju Clostridium (w szczególności Clostridium perfringens oraz Clostridium septicum). Zgorzel gazowa wywołana przez inne bakterie cechuje się wyższą śmiertelnością.
Szczególnie podatne na zakażenie są tkanki o ubogim ukrwieniu. Do zakażenia dochodzi najczęściej po urazie (często występowała podczas wojen), choć opisywano także przypadki jatrogenne, stanowiące powikłanie ropnia okołowierzchołkowego oraz występujące u płodu. Rzadko infekcja ma miejsce w wątrobie. 
Początkowo występują jedynie ograniczone zmiany. Na tym etapie występuje obrzęk i silny ból. Następnie proces chorobowy szerzy się na okoliczne tkanki głębokie oraz rozpoczyna się martwica mięśni. Pod raną, z której wypływa wydzielina, palpacyjnie można wyczuć gaz. Dochodzi do wyraźnego ochłodzenia, napięcia i zblednięcia okolicznej skóry. Choroba postępuje szybko, a obszar zakażenia powiększa się nieustannie. Następnie zaczynają występować objawy toksemii oraz gorączka, tachykardia, nudności i wymioty, mimo tego pacjent zachowuje świadomość. Tuż przed zgonem występuje śpiączka.
W leczeniu stosuje się antybiotykoterapię oraz opracowanie chirurgiczne. Zastosowanie ma również hiperbaria tlenowa, chociaż badania kliniczne nie wykazały istotnego wpływu takiego rodzaju terapii na rezultaty.